# Quinto Ortensio (dittatore)
Quinto Ortensio (in latino Quintus Hortensius; fl. III secolo a.C.) è stato un politico romano del III secolo a.C..
Di origine plebea, fu eletto Dittatore nel 287 a.C., per risolvere la secessione della plebe avvenuta in quell'anno.
Il suo nome è legato alle leggi emanate durante la sua dittatura: 
- Lex Hortensia de plebiscitiis, che stabiliva che le leggi emanate dall'assemblea dei plebei (Concilium plebis) avevano valore per tutti i cittadini romani;
- Lex Hortensia de nundinis, che stabiliva che le nundinae (giorni di mercato, in cui le popolazioni rurali confluivano a Roma) fossero dies fasti.